# Анджей Вишнєвський
Анджей Йозеф Вишнєвський (нар. 15 лютого 1935, Варшава) — польський інженер-електрик, професор, колишній міністр науки.

## Біографія
У 1957 році закінчив факультет електротехніки у Вроцлавській політехніці. З 1951 по 1956 рік був членом Союзу польської молоді.
У 1961 році захистив докторську дисертацію, а в 1966 році отримав габілітацію. У 1972 році отримав звання професора технічних наук. Професійно пов'язаний з Вроцлавською політехнікою. З 1966 по 1991 рік — завідувач кафедрою контролю та автоматики в Інституті енергетики, в 1981 році — проректор, а в 1990—1996 роках — ректор політехніки.
У 1980 році він приєднався до «Солідарності». Після введення воєнного стану організував в університеті окупаційний страйк. Незабаром був звільнений із заступника посади проректора, був інтернований, а в 1982 році засуджений до двох років позбавлення волі умовно. Після звільнення працював в підпіллі, співпрацював з незалежними видавцями та Бойовою солідарністю.
З 31 жовтня 1997 по 19 жовтня 2001 від Виборчої Акції Солідарність отримав посади міністра без портфеля та голови Комітету з наукових досліджень в Уряді Польщі. 19 жовтня 1999 року був призначений на посаду міністра науки. У 1998 році він став депутатом парламенту Нижньосілезького воєводства, але незабаром пішов у відставку. У 2001 та 2004 році невдало балатувався до Сенату Польщі та Європейського парламенту відповідно.

## Нагороди
- Лицарський Хрест ордена Відродження Польщі (1979)
- офіцерський хрест ордена Відродження Польщі (2005)[4]
- Командорський хрест ордена Відродження Польщі (2009)[5]
- Великий хрест ордена Заслуг (Перу, 1999)[6]
- Отримав науковий ступінь doctora honoris causa від Державного університету штату Коннектикут у 1993 році та від Вроцлавської політехніки у 2001 році[7].
- Почесний доктор Львівської політехніки (1999)[8].